# Trichosanthes wallichiana
Trichosanthes wallichiana är en gurkväxtart som först beskrevs av Nicolas Charles Seringe, och fick sitt nu gällande namn av Robert Wight. Trichosanthes wallichiana ingår i släktet Trichosanthes och familjen gurkväxter. Inga underarter finns listade i Catalogue of Life.